# Вёстер, Дамиан де
Дамиа́н де Вёстер, SSCC (нидерл. Damiaan de Veuster, урожд. Jozef de Veuster; 3 января 1840[…], Ninde, Трамело — 15 апреля 1889[…], Калаупапа, Гавайи) — святой Римско-католической церкви, член мужской монашеской конгрегации Святейших Сердец Иисуса и Марии, священник, миссионер. Известен как «отец Дамиан прокажённых», «Апостол прокажённых». Почитается в Римско-католической церкви как покровитель больных проказой, изгоев, жертв инфекционных заболеваний (в частности, ВИЧ-инфекции).

## Биография
Иосиф де Вёстер родился в семье фламандского торговца зерном Франа де Вёстера в деревне Тремело, Фламандский Брабант, Бельгия. После окончания средней школы поступил в католическую монашескую конгрегацию Святейших Сердец Иисуса и Марии, взяв себе монашеское имя Дамиан. В 1864 году монашеское начальство направило Дамиана де Вёстер миссионером на Гавайи.
19 марта 1864 года Дамиан де Вёстер прибыл в Гонолулу. В 1865 году его назначили на католическую миссию в Северном Кохала на острова Гавайи и Оаху.
В то время на архипелаге Гавайи сложилась сложная эпидемиологическая обстановка: многие умирали от гриппа, сифилиса, проказы. По указу короля Камехамеха больные проказой изолировались в основанной в 1865 году колонии Калаупапа на острове Молокаи. Министерство Здравоохранения Королевства Гавайи планировало организацию сельскохозяйственных работ для больных колонистов, чтобы они могли себя прокормить. Но у больных не было ни возможностей, ни сил обслуживать и кормить себя. Кроме этого, изолировав больных от общества, правительство не позаботилось об их содержании. В колонии не было ни жилья, ни больниц, ни административных учреждений, ни церквей, ни кладбищ.

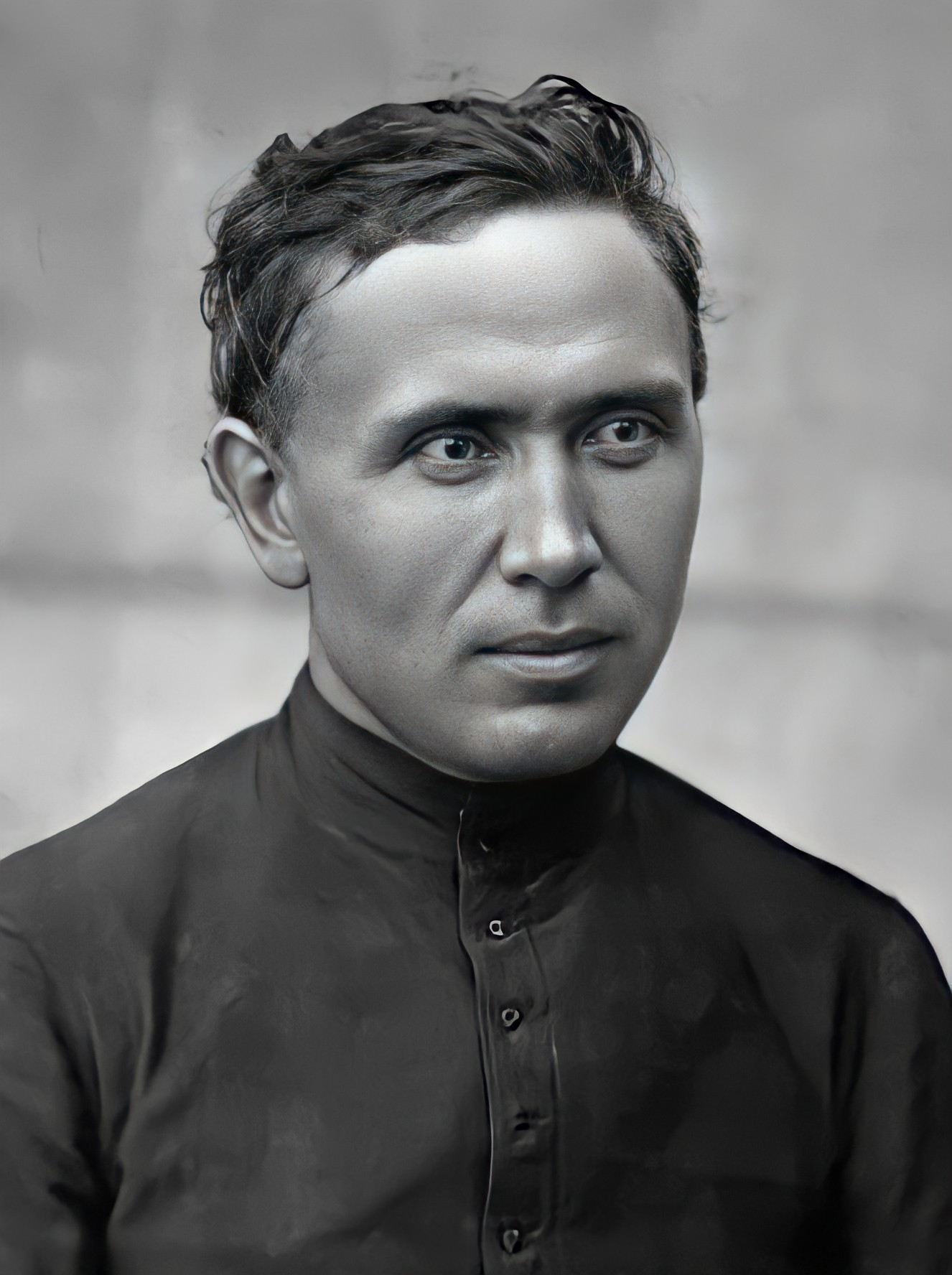
Отец Дамиан в 1878 году

10 мая 1873 года Дамиан де Вёстер прибыл в Калаупапу, где уже находилось 797 прокажённых, из которых более трёхсот скончалось . Он начал свою пастырскую деятельность с постройки храма святой Филомены, организации ферм, школ и кладбища. Основал среди больных «Похоронное братство», которое заботилось о подготовке похорон умерших больных, «Братство святого детства» — для беспризорных детей, «Братство святого Иосифа» — для лечения больных на дому, «Братство Мадонны» — для воспитания девушек. Кроме этого он построил небольшой порт для причала судов, дорогу, которая связывала порт с колонией, несколько складов и магазин, два диспансера, приюты для сирот, больницу.
За его заслуги в области жизнедеятельности больных и их медицинского обслуживания правящая принцесса Лилиуокалани наградила Дамиана де Вёстера знаком отличия «Командор Королевского Ордена».
В 1884 году Дамиан де Вёстер заболел проказой, заразившись от больных колонистов. Несмотря на болезнь, он продолжал заниматься активной пастырской и социальной деятельностью среди прокажённых.

В 1886 году в колонию прокажённых прибыли священник Луи Ламберт Конрарди, монахиня Марианна Коуп, волонтёры — бывший солдат Джозеф Даттон и медбрат Джеймс Синнетт, которые стали помогать ослабевшему от болезни Дамиану де Вёстер. Через некоторое время больного отца Дамиана доставили на лечение в Гонолулу. Когда он лежал в больнице его посетил король Гавайев, чтобы поблагодарить за все, что он сделал для больных подданных. В Рождество 1887 года его посетил Эдвард Клиффорд — известный американский художник и писатель.

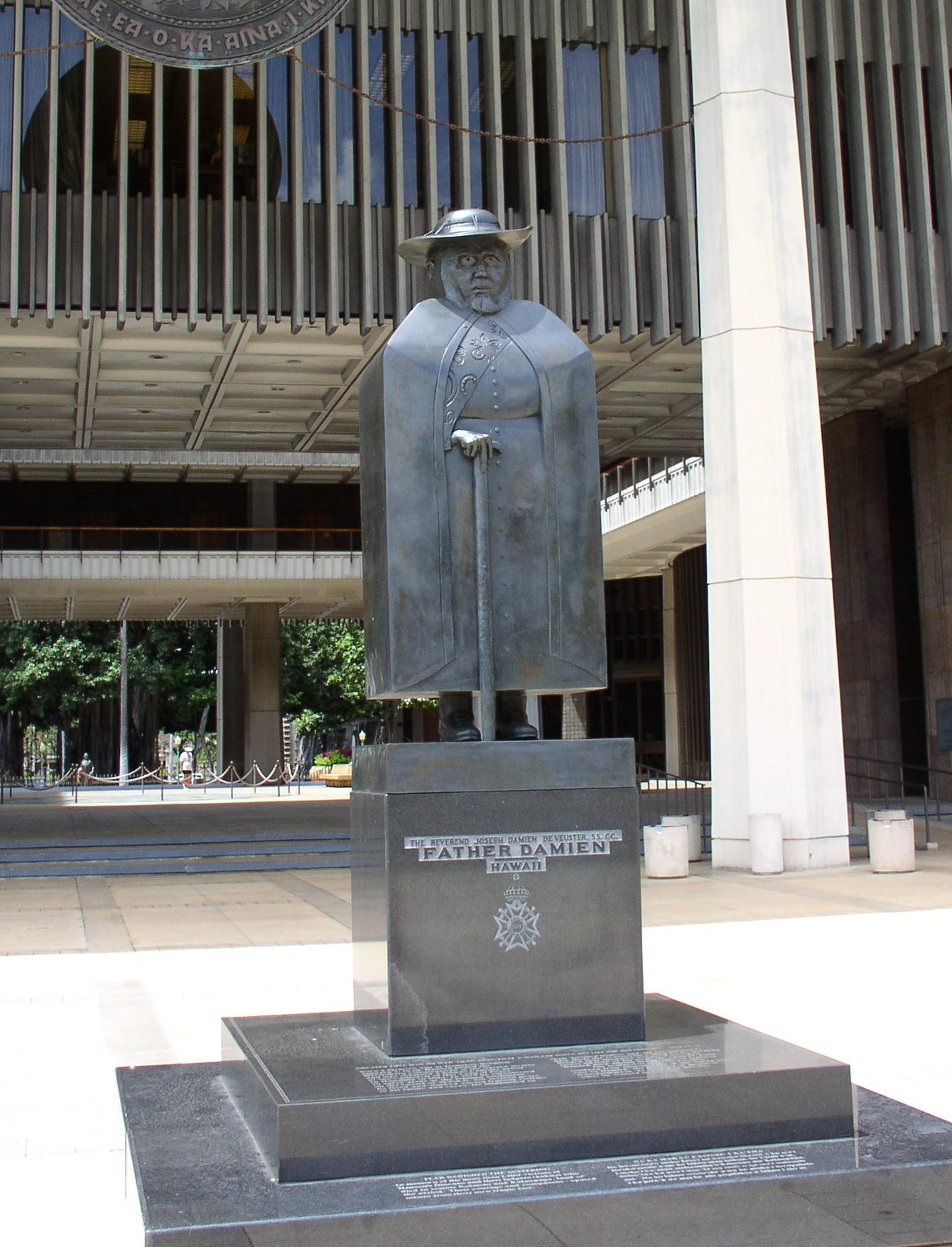
Статуя святого Дамиана де Вёстера в Капитолии штата Гавайи

15 апреля 1889 года Дамиан де Вёстер умер от проказы. Он был похоронен на острове Молокаи, но в 1936 году по просьбе бельгийского правительства его тело было перевезено в Бельгию и захоронено в городе Лёвен. После того, как Дамиан де Вёстер был беатифицирован, его мощи возвратили в Гавайи.

## Чудеса
Римско-католическая церковь связывает с именем отца Дамиана два чуда.
- В 1897 году монахиня конгрегации Пресвятых Сердец Иисуса и Марии исцелилась от смертельной болезни после молитвы Дамиану.
- В 1999 году жительница Гонолулу Одри Тогуччи излечилась от терминального рака лёгких после молитвы Дамиану. В обоих случаях показано отсутствие медицинских рациональных объяснений этим фактам[8].

## Прославление
4 июня 1995 года папа Иоанн Павел II причислил Дамиана де Вёстера к лику блаженных. 11 октября 2009 года папа Бенедикт XVI причислил Дамиана де Вёстера к лику святых. День памяти в Римско-католической церкви — 10 мая. В епархии Гонолулу его память отмечается 15 апреля.
В 1893 году в Гонолулу ему воздвигли памятник в виде креста из красного гранита с портретом из белого мрамора.
В 2005 году бельгийским правительством Дамиан де Вёстер был удостоен звания «Самый великий бельгиец».
В 1959 году Гавайи стали пятидесятым штатом США. Федеральные законы разрешали каждому штату установить в Вашингтонском Капитолии две статуи своих выдающихся личностей. Гавайи предложили поставить статую национального героя короля Камехамеха и статую отца Дамиана де Вёстера.

Фотогалерея
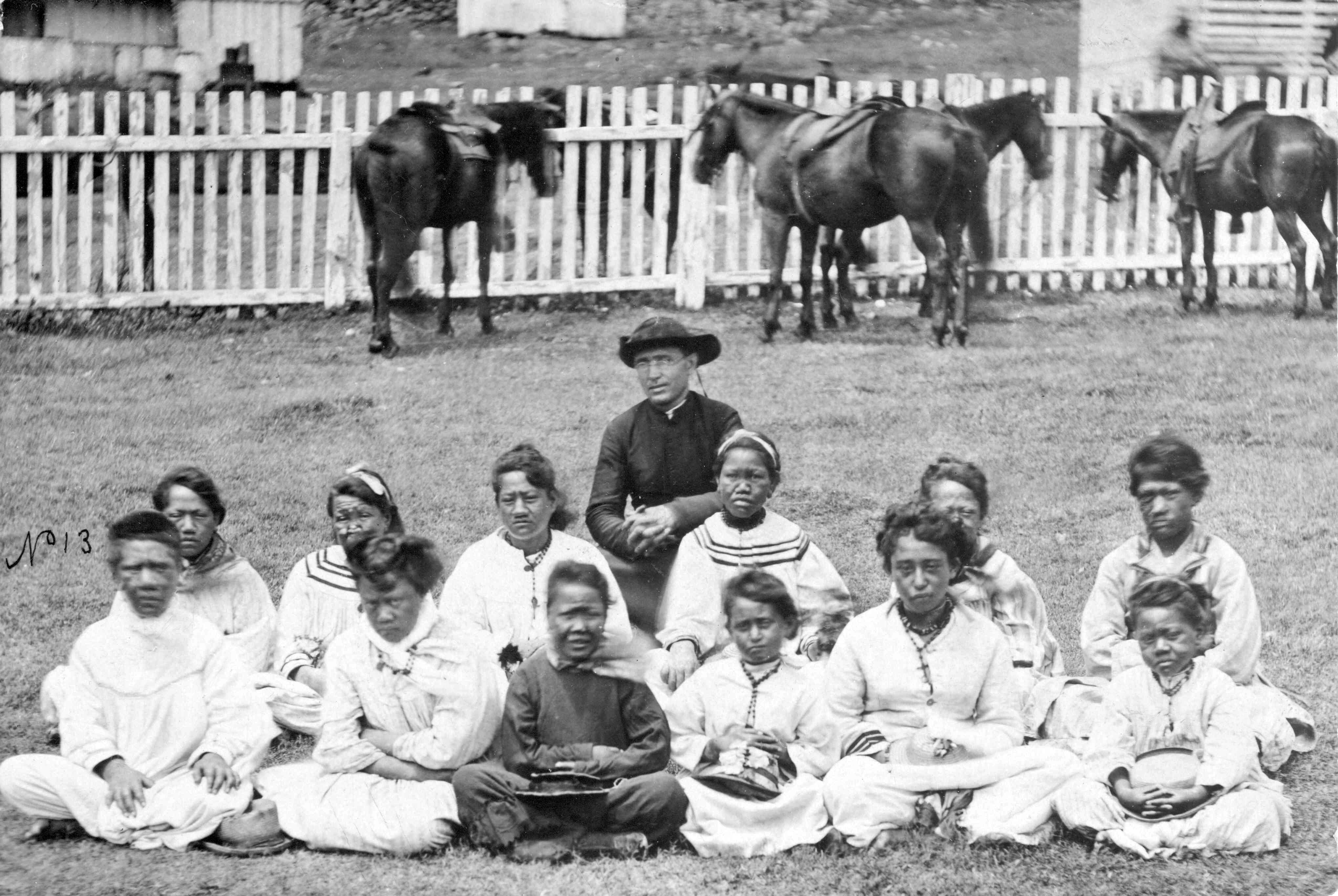
Дамиан де Вёстер с хором девочек, 1870 год.
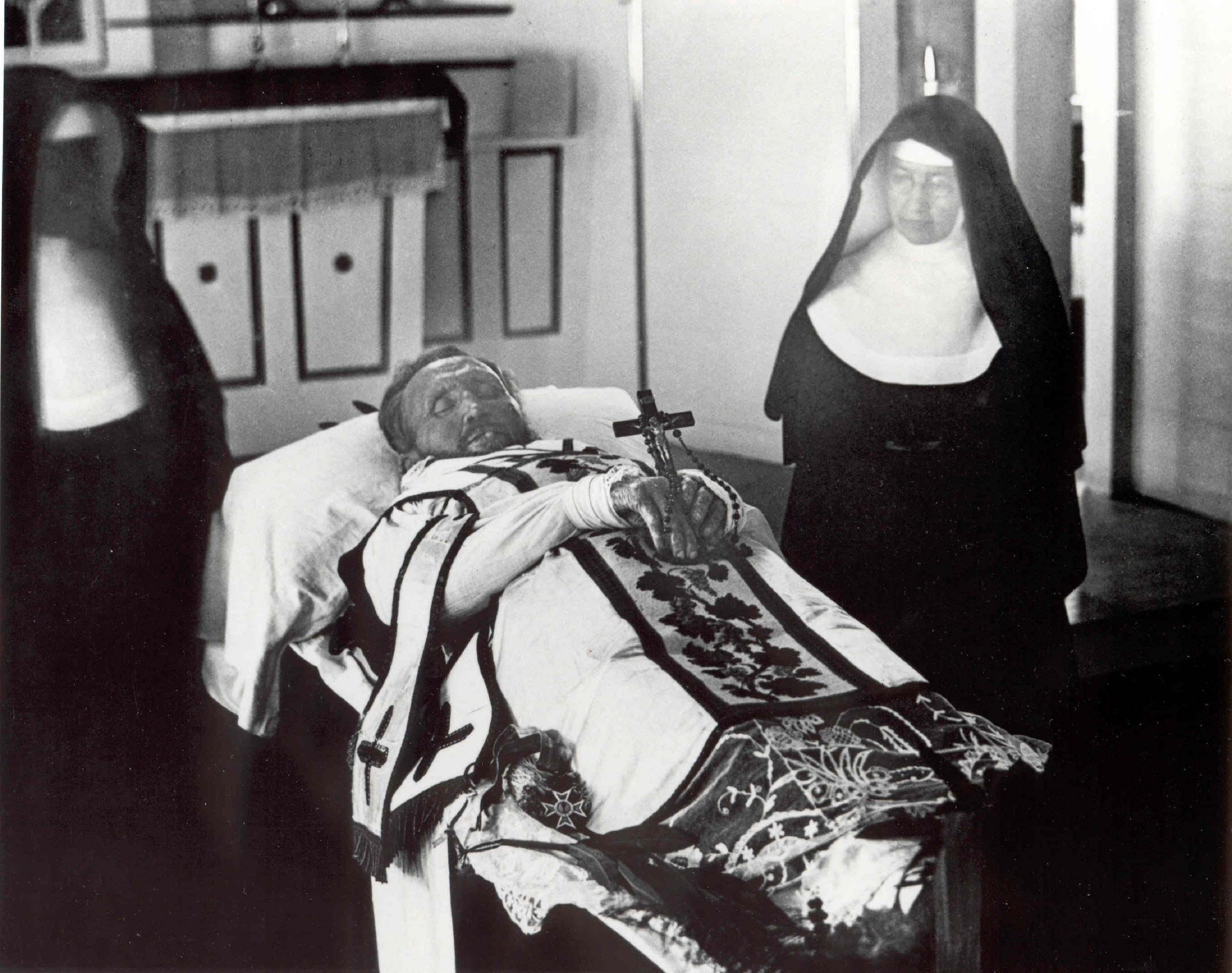
Похороны Дамиана де Вёстера, возле тела покойного находится Марианна Коуп
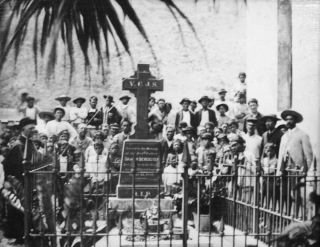
Группа прокажённых возле могилы святого Дамиана де Вёстера

## Источник
- Немтина А. А. Святой Дамиан де Вестер. — М.: Издательство Францисканцев, 2014. — 128 с. — 500 экз. — ISBN 978-5-89208-115-3.
- Антонио Сикари, Портреты святых т. III+IV, стр. 265—285.